# ABBYY
ABBYY е международна софтуерна компания със седалище в Милпитас, щата Калифорния, САЩ и клонове в 15 други държави.
Разработва електронни речници, софтуер за оптично разпознаване на символи и преобразуване на документи както за персонални компютри, така и за мобилни устройства. Към 2018 г. продуктите на ABBYY се използват от над 50 милиона ползватели и десетки хиляди организации в 200 страни и региони по целия свят.
Офисите на ABBYY са разположени в Северна Америка (Милпитас, Калифорния), Европа (Мюнхен, Германия), Източна Европа (Киев, Украйна), както и в Австралия, Великобритания, Франция, Испания, Кипър, Литва, Унгария, Япония, Тайван, Хонг-Конг, Сингапур.

## Продукти
Сред популярните продукти на компанията са:
- ABBYY FineReader – система за разпознаване на документи и PDF-файлове. В основата на FineReader е технологията ABBYY OCR за оптично разпознаване на символи, лицензът за която ползват Fujitsu, Panasonic, Xerox,[5] Samsung[6] и други.
- ABBYY Lingvo – семейство електронни речници за PC и мобилни устройства.
- PDF Transformer – за конвертиране на PDF файлове в редактируеми формати.
- ABBYY Compreno(англ.) – технология за разбиране, анализ и превод на текстове на естествени езици. През 2014 г. ABBYY представя първите решения на база на технологията Compreno за корпоративно търсене и извличане на данни.[7]
- ABBYY Intelligent Search – корпоративно търсене на основата на изкуствен интелект.
- ABBYY FlexiCapture – платформа за интелектуална обработка на информацията.

## История
Компанията е основана през 1989 г. от Давид Ян под името BIT Software. Днешното си име тя получава през 1997 г. Целта на създателя ѝ тогава било създаването на електронни речници и първият продукт се нарича Lingvo (1990 г.). Следващите години се създават нови версии на Lingvo, нови продуктови линии сред които и ABBYY FineReader (1993 г.) за оптично разпознаване на символи.
През 2018 г. ABBYY сключва споразумения за стратегическо партньорство с компаниите UiPath, Blue Prism и Nice Systems, в резултат на което универсалната платформа за интелектуална обработка на информацията ABBYY FlexiCapture е интегрирана c продуктите на тези фирми.

## Проекти
Технологията за разпознаване на текстове ABBYY се прилага във финансираните от Еврокомисията проекти по създаване на електронните библиотеки Gutenberg и META-e, при дигитализация на архивите в Саутхамптънския университет и мн. др.
Също така ABBYY автоматизира националното образователно тестване в Чили, регионалните избори в Колумбия, реализира проект в Националната асамблея на Еквадор и в Данъчната служба на Бразилия. Освен това технологиите на компанията са използвани при провеждане на преброяването на населението и при изборите в Саудитска Арабия, Гърция, Литва, Чили.
Компанията има над 10 000 клиента, сред които: Merck Sharp & Dohme, Food and Drug Administration, DHL, McDonald's, Pepsico, Bosch, Procter&Gamble, Microsoft, SAP, PricewaterhouseCoopers, Deloitte, Volkswagen, Nestle, Mitsubishi и други.

## ABBYY FineReader
FineReader е компютърен софтуер за PDF редакция и оптично разпознаване на знаци (OCR) за повишаване на бизнес производителността при работа с документи.
Характеристики на ABBYY FineReader
- Редакция и коментиране на PDF файлове.
- Конвертиране на PDF файлове и сканирани копия.
- Сравняване на документи (дори когато са в различни формати).
- Автоматизирано конвертиране на документи.

Актуалната версия на продукта (2019 г.) е ABBYY FineReader 15.
ABBYY FineReader съществува в две различни версии:
- FineReader Standard е базовата версия на продукта, която включва редактиране и коментиране на PDF файлове, както и конвертиране на PDF файлове и сканирани копия на документи.
- FineReader Corporate е по-функционалното издание, което включва всички характеристики на FineReader Standard, плюс автоматично конвертиране и сравнение на документи.